# Kunovo (Kratovo)

Kunovo - poloha v opštině Kratovo

Kunovo (makedonsky: Куново) je malá vesnice v Severní Makedonii. Nachází se na jihovýchodě opštiny Kratovo v Severovýchodním regionu. 

## Poloha, popis
Leží v horách Osogovská planina, v nadmořské výšce okolo 1 300 m. Od města Kratovo je po silnici vzdálena zhruba 14 km. 
Katastr vesnice je 5,1 km2, z čehož 315 ha jsou lesy, 134 ha pastviny a 44 ha orná půda. 

## Demografie
Podle statistiky Vasila Kančova zde v roce 1900 žilo 90 obyvatel makedonské národnosti a křesťanského vyznání. 
Kunovo bylo ve fázi velkého vylidňování. V roce 1961 zde žilo 166 obyvatel, zatímco v roce 2002 už jen 3. 
Podle sčítání lidu z roku 2021 už ve vesnici nikdo nežije.
| Rok          | 1900 | 1948 | 1953 | 1961 | 1971 | 1981 | 1991 | 1994 | 2002 | 2021 |
| ------------ | ---- | ---- | ---- | ---- | ---- | ---- | ---- | ---- | ---- | ---- |
| Obyvatelstvo | 90   | 142  | 185  | 166  | 88   | 32   | 12   | 7    | 3    | 0    |